# Xot de les Mentawai
El Xot de les Mentawai (Otus mentawi) és una espècie d'ocell de la família dels estrígids (Strigidae). Habita la selva humida de les illes Mentawai, a l'oest de Sumatra. El seu estat de conservació es considera gairebé amenaçat.